# Руруту
Руруту (фр. Rurutu) — остров в архипелаге Тубуаи. Принадлежит Французской Полинезии. Исторические названия — Охетероа и Хитироа.

## География

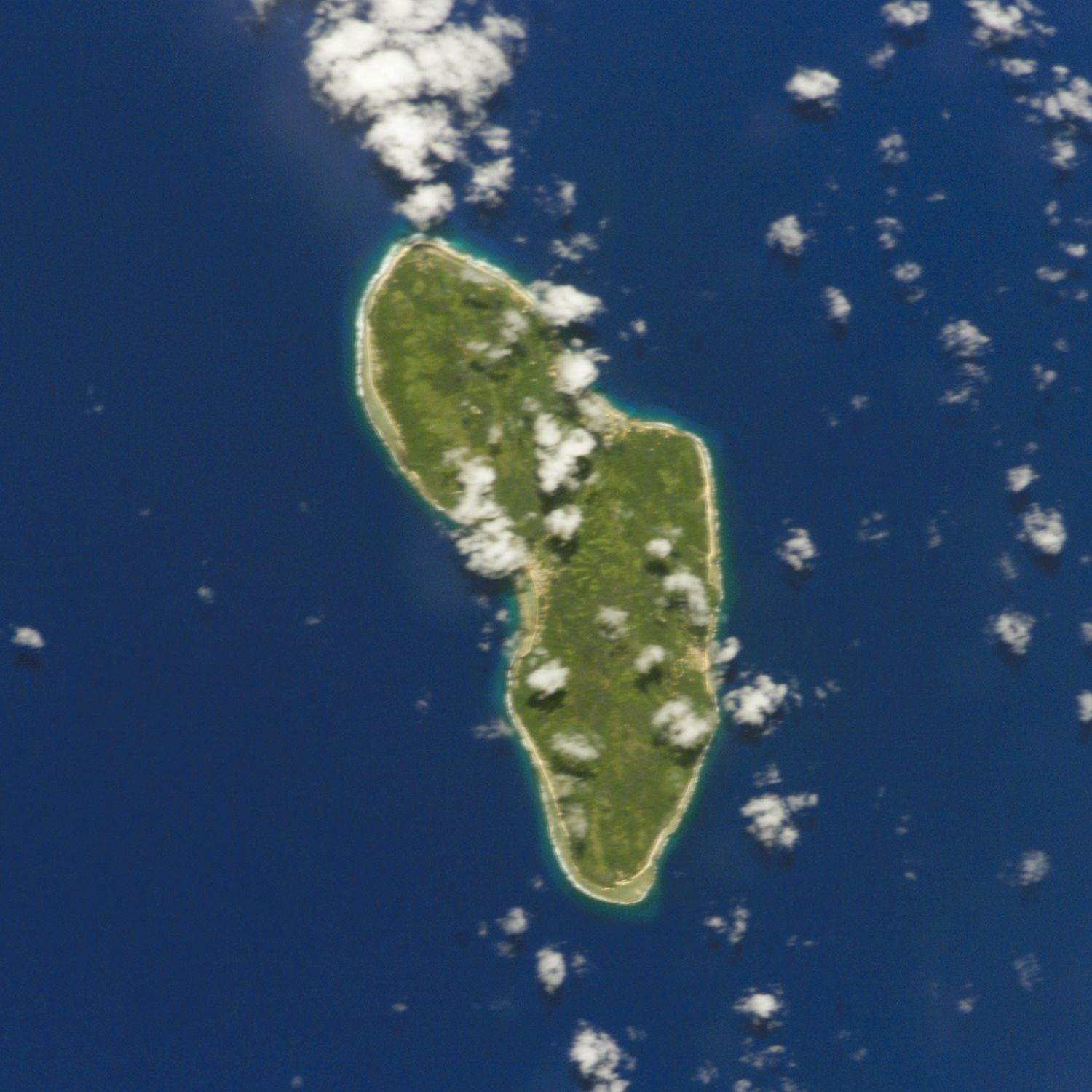
Космический снимок острова.

Остров Руруту расположен в северо-западной части архипелага Тубуаи. Омывается водами Тихого океана. В 210 км к юго-востоку от острова расположен остров Тубуаи, в 150 км к западу — остров Риматара. Ближайший материк, Австралия, находится в 6000 км.
Руруту представляет собой вулканический остров, являющийся частью линейной цепи вулканов, тянущихся на 2000 км от подводной возвышенности Макдоналд (англ. Macdonald Seamount) на юго-востоке до острова Аитутаки на северо-западе. Длина Руруту с севера на юг составляет около 7 км, ширина варьируется от 1,75 до 2,4 км. Поверхность очень холмистая, на берегу большое количество подземных пещер. Высшая точка — гора Манурева (385 м). Значительная часть острова имеет известняковое (коралловое) происхождение. Общая площадь суши Руруту составляет около 32,75 км².
Климат субтропический. Руруту подвержен разрушительному действию тропических циклонов.

## История
Остров был открыт в 1769 году английским путешественником Джеймсом Куком. В 1889 году над Руруту был установлен французский протекторат, а в 1900 году он был аннексирован Францией.

## Административное деление
Остров Руруту и часть островов Мария (общая площадь — 1,3 км²) — коммуна, входящая в состав административного подразделения Острова Острал (Тубуаи).
| Остров или риф | Площадь суши, км² | Площадь лагуны, км² | Население, чел. (2007) | Административный центр |
| -------------- | ----------------- | ------------------- | ---------------------- | ---------------------- |
| Руруту         | 32,75             | —                   | 2088                   | Моэраи                 |
| Острова Мария  | 0,6               | —                   | —                      | —                      |
| Коммуна Руруту | 33,35             | —                   | 2088                   | Моэраи                 |

## Население
В 2007 году численность населения Руруту составляла 2088 человека. Главные поселения — деревни Моэраи, Хаути и Авера. В последние годы развивается туризм.